# Coris batuensis
Coris batuensis (Bleeker, 1856) è un pesce di acqua salata appartenente alla famiglia Labridae.

## Distribuzione e habitat
Proviene dalle barriere coralline dell'oceano Pacifico e dell'oceano Indiano, in particolare da Tonga, Isole Marshall, Giappone, Grande barriera corallina, coste dell'Africa orientale e Chagos. Nuota fino a 34 m di profondità, solitamente in zone con fondo sabbioso.

## Descrizione
Presenta un corpo allungato, leggermente compresso lateralmente, con la testa dal profilo appuntito. La pinna caudale ha il margine dritto. La lunghezza massima registrata è di 17 cm.
A differenza di molti congeneri, come C. aygula, la colorazione non ha cambiamenti drastici nel corso della vita del pesce. I giovani hanno il dorso marrone chiaro interrotto da strisce bianche verticali e il ventre bianco con qualche macchia dello stesso colore del dorso. Le pinne sono trasparenti con degli ocelli neri; il più evidente, cerchiato di bianco, è sulla pinna dorsale.
Il corpo degli adulti è prevalentemente grigiastro, ma può scurirsi per mimetizzarsi. Sul dorso sono presenti delle strisce verticali marroni scure. Le pinne sono grigie e marroni, la pinna dorsale e la pinna anale sono basse e lunghe. Possono essere presenti leggere striature sfumate, rosse o verdi pallide, soprattutto sulla testa.

## Biologia

### Comportamento
Di solito nuota in banchi di pochi esemplari o solitario.

### Alimentazione
La sua dieta, prevalentemente carnivora, è composta sia da uova di altri pesci che da varie specie di invertebrati acquatici come molluschi chitoni e gasteropodi, vermi policheti, foraminiferi e crostacei, in particolare granchi (Galatheoidea, Paguroidea), anfipodi (Gammaridea), isopodi e copepodi (Harpacticoida).

### Riproduzione
È oviparo e la fecondazione è esterna, non ci sono cure nei confronti delle uova.

## Conservazione
Questa specie non sembra essere minacciata da particolari pericoli, quindi viene classificata come "a rischio minimo" (LC) dalla lista rossa IUCN.